# 2004-es magyar fedett pályás atlétikai bajnokság
A 2004-es magyar fedett pályás atlétikai bajnokság a 31. bajnokság volt. A többpróba számait február 7–8-án tartották az Olimpiai Csarnokban.

## Eredmények

### Férfiak
| Versenyszám      | Arany                                                        | Arany    | Ezüst                                                         | Ezüst    | Bronz                                                              | Bronz    |
| ---------------- | ------------------------------------------------------------ | -------- | ------------------------------------------------------------- | -------- | ------------------------------------------------------------------ | -------- |
| 60 m             | Németh Roland Soproni AC                                     | 6,66     | Dobos Gábor Bp. Honvéd                                        | 6,69     | Farkas Attila Bp. Spartacus                                        | 6,80     |
| 200 m            | Pauer Géza Bp. Honvéd                                        | 21,36    | Ágoston Dániel BEAC                                           | 21,71    | Szeglet Zsolt Szolnoki MÁV                                         | 21,82    |
| 400 m            | Szeglet Zsolt Szolnoki MÁV                                   | 47,75    | Csesznegi Dávid Pécsi VSK                                     | 48,09    | Szabó László HÓDIÁK SE                                             | 48,79    |
| 800 m            | Takács Dávid VEDAC                                           | 1:51,50  | Árpási Miklós Pécsi VSK                                       | 1:54,97  | Doma Csaba VEDAC                                                   | 1:55,85  |
| 1500 m           | Bene Barnabás Pécsi VSK                                      | 3:46,62  | Árpási Miklós Pécsi VSK                                       | 3:48,90  | Kis Roland MAC Népstadion                                          | 3:53,25  |
| 3000 m           | Bodor Olivér Pécsi VSK                                       | 8:17,07  | Ott Balázs Bp. Honvéd                                         | 8:18,99  | Kovács Tamás VEDAC                                                 | 8:23,13  |
| 4 × 400 m        | Gaál György Kasper István Skoumál Péter Varsányi Zoltán TFSE | 3:19,15  | Berta Szabolcs Schwahofer Gábor Doma Csaba Takács Dávid VEDAC | 3:19,34  | Palkó László Csesznegi Dávid Árpási Miklós Kürtösi Zsolt Pécsi VSK | 3:19,95  |
| 60 m gát         | Palágyi Gergely Zalaegerszegi AC                             | 7,78     | Csillag Levente Szolnoki MÁV                                  | 7,81     | Kovács Balázs VEDAC                                                | 7,81     |
| 5000 m gyaloglás | Dudás Gyula Szegedi VSE                                      | 20:30,88 | Urbanik Sándor Békéscsabai AC                                 | 20:44,04 | Kapéri Levente DiAC                                                | 21:39,29 |
| magasugrás       | Fehér Román Dunaújvárosi AC                                  | 220 cm   | Boros László Kecskeméti ARC                                   | 214 cm   | Szabó Róbert Kecskeméti ARCVaskó Zoltán Alba Regia AK              | 210 cm   |
| rúdugrás         | Váczi János Zalaegerszegi AC                                 | 520 cm   | Skoumal Péter TFSE                                            | 500 cm   | Váczi Márk Zalaegerszegi AC                                        | 500 cm   |
| távolugrás       | Dömötör Balázs KSI                                           | 751 cm   | Margl Tamás Tatabányai SC                                     | 749 cm   | Lőrincz Imre Soproni AC                                            | 749 cm   |
| hármasugrás      | Tölgyesi Péter Dunakeszi VSE                                 | 16,31 m  | Voncsina Henrik TFSE                                          | 14,97 m  | Fejős Bence Ferencvárosi TC                                        | 14,91 m  |
| súlylökés        | Bíber Zsolt Újpesti TE                                       | 20,34 m  | Sallai András Nyíregyházi VSC                                 | 16,53 m  | Kürthy Lajos Mohácsi TE                                            | 16,41 m  |
| hétpróba         | Kürtösi Zsolt Pécsi VSK                                      | 5660     | Váczi Márk Zalaegerszegi AC                                   | 5495     | Skoumal Péter TFSE                                                 | 5387     |

### Nők
| Versenyszám      | Arany                                                          | Arany    | Ezüst                                                                            | Ezüst    | Bronz                                                            | Bronz    |
| ---------------- | -------------------------------------------------------------- | -------- | -------------------------------------------------------------------------------- | -------- | ---------------------------------------------------------------- | -------- |
| 60 m             | Szabó Enikő Szolnoki MÁV                                       | 7,45     | Listár Nikolett Alba Regia AK                                                    | 7,69     | Rózsa Zsófia Bp. Honvéd                                          | 7,73     |
| 200 m            | Listár Nikolett Alba Regia AK                                  | 23,84    | Szabó Enikő Szolnoki MÁV                                                         | 24,16    | Petráhn Barbara Zalaegerszegi AC                                 | 24,46    |
| 400 m            | Petráhn Barbara Zalaegerszegi AC                               | 54,81    | Kun Alice Békéscsabai AC                                                         | 56,11    | Bori Annamária Bp. Honvéd                                        | 56,36    |
| 800 m            | Varga Judit Haladás VSE                                        | 2:02,11  | Cziráki Kitty VEDAC                                                              | 2:13,09  | Járay Melinda Delfin SE                                          | 2:13,46  |
| 1500 m           | Erdélyi Eszter Újpesti TE                                      | 4:24,62  | Kroneraff Ágnes Pécsi VSK                                                        | 4:27,68  | Kis Zsanett MAC Népstadion                                       | 4:31,75  |
| 3000 m           | Erdélyi Eszter Újpesti TE                                      | 9:46,10  | Teveli Petra Újpesti TE                                                          | 9:47,55  | Garami Katalin Micro SC                                          | 9:49,78  |
| 4 × 400 m        | Bori Annamária Óvári Zita Rózsa Zsófia Varga Bianka Bp. Honvéd | 3:50,77  | Simonffi Mariann Kálmán Eszter Gergácz Fruzsina Petráhn Barbara Zalaegerszegi AC | 3:53,06  | Listár Nikolett Miklós Éva Lukács Erika Varga Fruzsina Pécsi VSK | 3:57,82  |
| 60 m gát         | Vári Edit BEAC                                                 | 8,20     | Skoumal Réka Kaposvári Marathon AC                                               | 8,85     | Deák Katalin Ferencvárosi TC                                     | 8,87     |
| 3000 m gyaloglás | Ilyés Ildikó Alba Regia AK                                     | 12:58,22 | Gerendási Eszter BEAC                                                            | 14:06,47 | Kernács Krisztina Bp. Honvéd                                     | 14:15,08 |
| magasugrás       | Bódi Bernadett Ferencvárosi TC                                 | 184 cm   | Babos Rita Győri Dózsa                                                           | 174 cm   | Erős Enikő MAC Népstadion                                        | 174 cm   |
| rúdugrás         | Vaszi Tünde Bp. Honvéd                                         | 430 cm   | Szabó Zsuzsanna BEAC                                                             | 410 cm   | Lendvai Zsuzsanna Bp. Honvéd                                     | 400 cm   |
| távolugrás       | Ajkler Zita Nyíregyházi VSC                                    | 645 cm   | Deák Katalin Ferencvárosi TC                                                     | 635 cm   | Miklós Éva Alba Regia AK                                         | 612 cm   |
| hármasugrás      | Óvári Zita Bp. Honvéd                                          | 13,11 m  | Miklós Éva Alba Regia AK                                                         | 13,03 m  | Ajkler Zita Nyíregyházi VSC                                      | 12,99 m  |
| súlylökés        | Kürti Éva Nyíregyházi VSC                                      | 16,43 m  | Divós Katalin Dobó SE                                                            | 14,18 m  | Máté Katalin CSASE                                               | 14,16 m  |
| ötpróba          | Deák Katalin Ferencvárosi TC                                   | 3978     | Skoumal Réka Kaposvári Marathon AC                                               | 3915     | Óvári Zita Bp. Honvéd                                            | 3869     |